# André Sogliuzzo
André Sogliuzzo (New York City, New York, 10. kolovoza, 1966.), američki je glumac.

## Vanjske poveznice
- André Sogliuzzo u internetskoj bazi filmova IMDb-u (engl.)